# Haplopharynx
Haplopharynx är ett släkte av plattmaskar som beskrevs av Meixner 1938. Haplopharynx ingår i familjen Haplopharyngidae.
Släktet innehåller bara arten Haplopharynx rostratus. Haplopharynx är enda släktet i familjen Haplopharyngidae.